# Astragalus kabristanicus
Astragalus kabristanicus är en ärtväxtart som beskrevs av Aleksandr Alfonsovitj Grossgejm. Astragalus kabristanicus ingår i släktet vedlar, och familjen ärtväxter. Inga underarter finns listade i Catalogue of Life.